# Tekeste Woldu
Tekeste Woldu (nascido em 5 de maio de 1945) é um ex-ciclista eritreano.
Na Cidade do México 1968, Woldu terminou em 53º na prova individual do ciclismo de estrada. No contrarrelógio por equipes (100 km), terminou em 26º.
Em Munique 1972, voltou a competir as mesmas provas, terminando respectivamente em 53º e 28º.